# 羅馬尼夫卡 (錫涅利尼科沃區)
48°25′20″N 35°35′34″E / 48.42222°N 35.59278°E
羅馬尼夫卡（烏克蘭語：Романівка），是烏克蘭的村落，位於該國中部第聶伯羅彼得羅夫斯克州，由錫涅利尼科沃區負責管轄，處於別列茲涅古瓦塔河源頭附近，距離新米科拉伊夫卡3.5公里，海拔高度146米。